# Dermacentor
Dermacentor es un género de garrapata de la familia Ixodidae, conocidas vulgarmente como “garrapatas duras” (“hard ticks” en inglés). El género tiene una distribución casi cosmopolita, con especies nativas en todos los continentes excepto Australia. La mayoría se presentan en la ecozona neártica.
Entre los hospederos de las garrapatas Dermacentor se incluyen muchos mamíferos grandes y pequeños, estando entre ellos: caballos, ciervos, ganado, lagomorfos, pecaríes, puercoespines, tapires, boregos cimarrones y los seres humanos. La garrapata americana del perro (D. variabilis) es un miembro del género.
Las garrapatas del género Dermacentor son vectores de muchos patógenos, incluyendo a:  Rickettsia rickettsii,  causante de la enfermedad de la Fiebre de las Montañas Rocosas, Coxiella burnetii, causante de la fiebre Q, Anaplasma marginale, responsable de causar anaplasmosis en el ganado bovino, Francisella tularensis, que provoca la tularemia, Babesia caballi y Babesia equi, causantes de la piroplasmosis equina y el Flavivirus agente causal de la Encefalitis transmitida por garrapatas. Se sabe también que las garrapatas Dermacentor inyectan una neurotoxina a sus hospedadores mientras se alimentan; esta toxina es responsable de la parálisis por picadura de garrapata.

## Especies
Hasta el año 2010, se tienen descritas alrededor de 34 especies en este género.
- Dermacentor abaensis Teng, 1963
- Dermacentor albipictus Packard, 1869
- Dermacentor andersoni Stiles 1908
- Dermacentor asper Arthur, 1960
- Dermacentor atrosignatus Neumann, 1906
- Dermacentor auratus Supino, 1897
- Dermacentor circumguttatus Neumann, 1897
- Dermacentor compactus Neumann, 1901
- Dermacentor dispar Cooley, 1937
- Dermacentor dissimilis Cooley, 1947
- Dermacentor everestianus Hirst, 1926
- Dermacentor halli McIntosh, 1931
- Dermacentor hunteri Bishopp, 1912
- Dermacentor imitans Warburton 1933
- Dermacentor latus Cooley, 1937
- Dermacentor marginatus Sulzer, 1776
- Dermacentor montanus Filippova & Panova 1974
- Dermacentor near reticulatus Schille, 1916
- Dermacentor nitens Neumann, 1897
- Dermacentor niveus Neumann 1897
- Dermacentor nuttalli Olenev, 1928
- Dermacentor occidentalis Marx, 1892
- Dermacentor parumapertus Neumann, 1901
- Dermacentor pavlovskyi Olenev 1927
- Dermacentor pomerantzevi Serdyukova, 1951
- Dermacentor raskemensis Pomerantsev, 1946
- Dermacentor reticulatus Fabricius, 1794
- Dermacentor rhinocerinus Denny, 1843
- Dermacentor silvarum Olenev 1931
- Dermacentor sinicus Schulze, 1932
- Dermacentor steini Schulze, 1933
- Dermacentor taiwanensis Sugimoto, 1935
- Dermacentor ushakovae Filippova & Panova 1987
- Dermacentor variabilis Say, 1821